# Plik samorozpakowujący
Plik samorozpakowujący, archiwum samorozpakowujące (SFX, od ang. self-extracting archive) – skompresowany zbiór plików, do rozpakowania którego nie potrzeba specjalnego programu, gdyż ma on wkompilowany w sobie moduł, za pomocą którego sam się rozpakowuje. Najczęściej ma rozszerzenie exe.
Archiwa tego rodzaju są użyteczne w sytuacji, gdy nie ma pewności co do możliwości zastosowania archiwizatora podczas rozpakowywania (np. podczas wysyłania pliku innej osobie pocztą elektroniczną).